# 魏騰蛟
魏騰蛟（？年—？年），新繁人，由廩貢，道光六年任鄰水縣教諭。是一位政治人物，清朝時曾在四川順慶府鄰水縣（位於今四川省東部，梁大同三年置，是一個千年古縣）擔任官吏。